# Jak si nevzít princeznu
Jak si nevzít princeznu je pohádková televizní komedie režiséra Karla Janáka z roku 2021; vznikla v česko-slovensko-německé koprodukci a natočili ji dle scénáře Petra Hudského. V hlavních rolích účinkují Marek Adamczyk jako princ Leopold a Anna Fialová jako princezna Josefína; role sudiček – poněkud popleteně vědoucných hybatelek děje – ztvárnilo trio ve složení Iva Janžurová, Daniela Kolářová a Naďa Konvalinková. Předpremiéra se uskutečnila na festivalu Variace 2021 dne 20. listopadu, štědrovečerní televizní premiéra pak proběhla téhož roku na ČT1. Premiéru sledovalo 2 627 000 diváků starších patnácti let, čímž se stal nejsledovanějším pořadem dne.

## Obsazení
| Marek Adamczyk          | princ Leopold           |
| Anna Fialová            | princezna Josefína      |
| Iva Janžurová           | sudička                 |
| Daniela Kolářová        | sudička                 |
| Naďa Konvalinková       | sudička                 |
| Sonsee Neuová           | královna Anna           |
| Miroslav Táborský       | král Richard            |
| Kristina Turjanová      | královna Marie          |
| Oldřich Kříž            | král Ludvík             |
| Patrik Děrgel           | Hynek                   |
| Lukáš Burian            | Šimon                   |
| Ady Hajdu               | Čeněk                   |
| Jan Kříž                | Ctirad                  |
| Petr Halíček            | Jiří                    |
| Ondřej Černý            | Bořivoj                 |
| Ľuboš Kostelný          | Matěj                   |
| Petr Franěk             | kněz                    |
| Linda Bláhová Lahnerová | služebná                |
| Jana Jiskrová           | Nanynka                 |
| Charlotte Doubravová    | Dorotka                 |
| Anna Kulovaná           | Róza                    |
| Milan Enčev             | kuchař Vojtěch          |
| Jiří Maryško            | komoří Jindřich         |
| Otto Rošetzký           | podkoní Hubert          |
| Matyáš Sekanina         | malý princ Leopold      |
| Nikola Pecháčková       | malá princezna Josefína |
| Michal Škach            | malý Hynek              |
| Ernesto Čekan           | kapitán                 |

## Výroba
Natáčení probíhalo na hradech Frýdlant a Pernštejn. Snímek byl natočen v koprodukci ČT, KiKa, RTVS, UPP a FilmWorx Studios.

## Přijetí
- Kristina Roháčková, iROZHLAS [8]
- Mirka Spáčilová, iDNES.cz: Oproti Vánoční hvězdě[pozn. 1] vsadila Jak si nevzít princeznu spíše na racionální šarádu než na citové kouzlo. Nemohou za to letní kulisy místo minulých závějí, nýbrž jen scénář. (celý text viz[9])
- Martin Svoboda, Deník N[10]
- Tomáš Stejskal, Aktuálně.cz[11]
- Kamil Fila, Kinobox [12]
- Miňonka, Kinobox [13]

Dle Marcela Kabáta (recenze na stránkách Lidových novin) „jde o docela milou variaci na putování alternativními světy“, přičemž „pohádka předvádí […] potenciál lidských bytostí stát se pod vlivem okolností příšernými, nebo naopak příjemnými osobami a také vytvářet svět, v němž se žije buď dobře, nebo obtížně“; stroj času pak „nakonec obvykle funguje“, ba „se jím dá relativně úspěšně ozvláštnit i svět českých pohádek“.